# Мерсер, Джонни (политик)
Джон Лютер Мерсер (англ. John Luther Mercer; род. 17 августа 1981, Дартфорд) — британский политик, младший министр по делам ветеранов с правом участия в заседаниях Кабинета (2022—2024).

## Биография
Родился в рабочей семье с военными традициями, один семерых детей (трое братьев пошли на службу в Военно-морской флот). Стажировался в лондонском Сити, затем пошёл в армию, в 2002 году окончил военную академию в Сандхерсте (отслужил двенадцать лет, капитан 29-го полка коммандос Королевской артиллерии, имеет на счету три командировки в Афганистан). В 2015 году был избран в Палату общин от округа Плимут Мур Вью (в 2017 и 2019 годах переизбран, при этом в 2019 году его преимущество над сильнейшим из соперников составило почти 13 тысяч голосов, а в 2017 году — чуть больше 5 тысяч). Являлся младшим министром по защите интересов личного состава и ветеранов с июля 2019 года, в апреле 2020 года протестовал против невключения в законопроект о финансировании Вооружённых сил расходов на социальное обеспечение военнослужащих, выполнявших задачи в Северной Ирландии.
25 октября 2022 года по завершении политического кризиса был сформирован кабинет Риши Сунака, в котором Мерсер назначен младшим министром по делам ветеранов с правом участия в заседаниях правительства.
5 июля 2024 года после поражения консерваторов на парламентских выборах было сформировано лейбористское правительство Кира Стармера, в котором Мерсер не получил никакого назначения.